# Bataille d'Alnwick (1174)
 (juin 2017).
Pour l’article homonyme, voir Bataille d'Alnwick (1093).
La bataille d'Alnwick opposa le royaume d'Écosse et le royaume d'Angleterre le 13 juillet 1174.

## Causes et contexte
Le roi d'Écosse Guillaume le Lion avait hérité du titre de comte de Northumbrie à la mort de son père Henri d'Écosse en 1152. Cependant, il avait dû le céder au roi d'Angleterre Henri II en 1157.
En 1173, pendant qu'Henri II doit faire face à une révolte menée par ses fils, Guillaume voit l'opportunité d'envahir la Northumbrie. Il avance jusqu'à Newcastle upon Tyne mais doit faire face à une défense acharnée. Peu désireux d'entamer un siège, il rentre en Écosse.
En 1174, Guillaume envahit une nouvelle fois la Northumbrie avec une plus grande armée, estimée par certains chroniqueurs à 80 000 hommes, ce qui est exagéré. Il évite de marcher sur Newcastle et se dirige vers Alnwick. Il divise son armée en trois colonnes. L'une d'entre elles, commandée par Duncan II, mormaer de Fife, attaque Warkworth et met la ville à feu et à sang.

## Déroulement de la bataille
Guillaume commet l'erreur fatale de disperser son armée, au lieu de la concentrer autour d'Alnwick. La nuit du 12 juillet 1174, 400 chevaliers anglais, menés par Ranulf de Glanville, partent de Newcastle et se dirigent vers Alnwick. Après s'être quelque temps perdus dans le brouillard, ils rejoignent Alnwick peu avant l'aube. 
Ils trouvent le campement de Guillaume, qui n'est protégé que par une soixantaine de chevaliers, et l'attaquent immédiatement. Réveillé précipitamment, Guillaume monte sur son cheval avec sa garde rapprochée. Le combat est cependant très rapide. Le cheval de Guillaume est tué et ce dernier est capturé. Ceux qui n'ont pas été tués pendant l'attaque sont également capturés.

## Conséquences
Guillaume est emmené prisonnier à Newcastle, puis à Falaise en Normandie. Henri II occupe peu après Roxburgh, Berwick, Jedburgh, Édimbourg et Stirling.
Pour être libéré, Guillaume doit signer en décembre 1174 le traité de Falaise et doit jurer fidélité à Henri. En passant par Newcastle pour rentrer en Écosse, il est attaqué par une foule furieuse, preuve du ressentiment des Anglais face aux envahisseurs écossais.